# Norbert Beilharz
Norbert Beilharz (* 27. August 1939 in Haifa; † 21. April 2019 in Stuttgart) war ein deutscher Filmemacher, Drehbuchautor, Schauspieler und Regisseur.

## Leben
Beilharz war der Sohn schwäbischer Templer, die sich ein eigenes Viertel in Haifa (HaMoschavah haGermanit) errichtet hatten. Er wuchs in Deutschland auf, besuchte Schulen im Kreis Calw, Wilhelmsdorf und Stuttgart.
Beilharz ließ sich sowohl zum Buchhändler als auch Schauspieler ausbilden. Aktiv war er als Schauspieler und Sprecher, auch für Hörspiele und Lyrik.
Ab 1969 entstanden Filme und journalistische Filme über Inszenierungen in Schauspiel, Oper, Ballett sowie Literatur und Musik.
Beilharz’ Spezialität waren Dokumentarfilme (u. a. über Giorgio Strehler), sowie Filme mit Schauspielern und Musikern. Zu den von ihm bearbeiteten Stoffen gehören u. a. Don Juan, Orpheus, Georg Büchner, García Lorca, Friedrich Hölderlin, Nikolaus Lenau, Christian Wagner.

## Filmografie (Auswahl)
Schauspieler
- 1967: Bratkartoffeln inbegriffen (Spielfilm)

Dokumentarfilme
- 1971 Überbrückte Kontinente – Max Ackermann (45 min.)
- 1972 Die Visionen des Malers Aratym (30 min.)
- 1972 Elias Canetti und Alfred Hrdlicka bei Valentien – Über Masse und Macht (35 min.)
- 1972 Axel Arndt – Beim Malen und Trinken (30 min.)
- 1972 Auf einmal gehet es weg – Hölderlin Fragmente (10 min.)
- 1978 Die Feuer- und die Wasserprobe. Gespräche mit Thomas Bernhard[5]
- 1980 Wohin denn ich – Hölderlin in Frankreich (60 min.)
- 1981 Max Frisch und Don Juan (30 min.)
- 1985 Friedrich Hölderlins Elegie „Stuttgart“ (20 min.)
- 1985 Ein Asylant auf dem Weihnachtsmarkt – Georg Büchner in Straßburg (60 min.)
- 1985 Das verlorene Paradies – Portrait Christian Wagner (60 min.)
- 1986 Die einzige Geschichte – Friederike Roth (30 min.)
- 1987 Dichter und Bäuerin – nach Josef Winklers Roman die Verschleppung (45 min.)
- 1990 Rosalie mit einer Bananenblüte (45 min.)
- 1996 Platens Galerie – Platen In Syrakus (30 min.)
- 1998 Jetzt erst (B)recht – Brecht in Salzburg (60 min.)
- 1998 Das Leben ist eine schreckliche Unterbrechung des Nichts – Brigitte Hamann über Sisi (26 min.)
- 2000 Die Kinogängerin Ilse Aichinger in Wien (60 min.)
- 2000 Die gespaltene Lebenslinie – Sten Nadolny in Dresden (30 min.)
- 2006 Partitur einer Freundschaft Ingeborg Bachmann und Hans Werner Henze (90 min.)
- 2012 Die Vermessung des Ruhms – Daniel Kehlmann (52 min.)